# Lobocleta croceofimbriata
Lobocleta croceofimbriata là một loài bướm đêm trong họ Geometridae.